# سيرجيو بوريس غونزاليس
سيرجيو بوريس غونزاليس (بالإسبانية: Sergio Boris) (26 مايو 1980 بأفيليس في إسبانيا - ) هو لاعب كرة قدم إسباني في مركز الدفاع. شارك مع منتخب إسبانيا تحت 21 سنة لكرة القدم. أما مع النوادي، فقد لعب مع ريال أوفييدو وريال سوسيداد ونادي قرطبة ونومانسيا وMarino de Luanco ‏ وReal Oviedo Vetusta ‏ وريال أفيليس ‏.

## وصلات خارجية
- سيرجيو بوريس غونزاليس على موقع قاعدة بيانات كرة القدم.إي يو (الإنجليزية)
- سيرجيو بوريس غونزاليس على موقع Soccerway.com (الإنجليزية)